# Wirtschaftsgeschichte
Die Wirtschaftsgeschichte ist eine Brückendisziplin zwischen den Wirtschaftswissenschaften und der Geschichtswissenschaft. Je nach Betrachtungsweise können die Volks- und Betriebswirtschaftslehre sowie die Geschichtswissenschaft der Wirtschaftsgeschichte als Hilfswissenschaften dienen. Oder aber die Wirtschaftsgeschichte wird zur Hilfswissenschaft der erstgenannten Fächer, beispielsweise zur Untersuchung der epochenübergreifenden Gültigkeit von Theorien. Die Wirtschaftsgeschichte untersucht die Entwicklung, die Organisation und die Handlungslogiken von bzw. in Volkswirtschaften, Branchen, Unternehmen, Akteuren und Akteursgruppen in historischer Perspektive.
In den letzten Jahrzehnten hat sich die methodisch-konzeptionelle Ausrichtung der Wirtschaftsgeschichte im deutschsprachigen Raum mehrfach verändert. Ab Ende der 1950er Jahre wurde sie zunächst – ausgehend von angelsächsischen Ländern – durch die Cliometrie in Richtung quantitativer Fragestellungen, makroökonomische Perspektiven und statistisch-mathematischer Methoden weiterentwickelt. Seit den 1990er Jahren wurde der Anschluss an die Neue Institutionenökonomik, deren Impulse aus den Wirtschaftswissenschaften kamen, verwandte institutionelle Theorien und kulturwissenschaftliche Modelle der Geschichtswissenschaft gesucht. Damit traten mehr und mehr qualitative Fragestellungen und Methoden sowie mikroökonomische Perspektiven in den Mittelpunkt aktueller Forschungsperspektiven. Zeitgleich ist auch eine Hinwendung zu verstärkt internationalen, länder- und kulturvergleichenden Themen und Fragestellungen zu erkennen. Während traditionell vor allem die Frage nach Ursachen und Faktoren des Übergangs in die moderne Wachstumswirtschaft (Industrielle Revolution) diskutiert wurde, interessiert sich die Wirtschaftsgeschichte mittlerweile für ein breites und vielfältiges Feld an Themen.
An den Universitäten werden Lehrstühle für Wirtschaftsgeschichte in der Regel entweder an geschichtswissenschaftlichen oder wirtschaftswissenschaftlichen Fakultäten angesiedelt. Öfters wird das Fach dabei mit verwandten Disziplinen wie der Sozial- oder Agrargeschichte gekoppelt. In der deutschen Hochschulpolitik ist die Wirtschaftsgeschichte gemeinsam mit der Sozialgeschichte als Kleines Fach eingestuft.